# Tour de los Alpes Marítimos
El Tour de los Alpes Marítimos (oficialmente: Tour des Alpes-Maritimes) es una carrera ciclista profesional por etapas que se disputa anualmente en Francia en el departamento de Alpes Marítimos, en el mes de febrero.
Se disputa desde el año 1969. Desde la creación de los Circuitos Continentales UCI en 2005 formó parte de la UCI Europe Tour en la categoría 1.1. Más adelante, perteneció a la Copa de Francia de Ciclismo cuando se disputaba en un solo día.
La prueba siempre ha consistido en una sola etapa a excepción de las ediciones 1987, pero a partir del año 2009 la carrera pasó a ser de dos jornadas bajo la categoría 2.1 en el circuito UCI Europe Tour donde se mantiene en la actualidad. 
El corredor que más veces se ha impuesto es el neerlandés Joop Zoetemelk y francés Arthur Vichot, con tres victorias.

## Palmarés
| Año                                | Ganador                | Segundo                | Tercero                  |
| ---------------------------------- | ---------------------- | ---------------------- | ------------------------ |
| Nice-Seillans                      |                        |                        |                          |
| 1969                               | Raymond Poulidor       | Willy Monty            | Albert Van Vlierberghe   |
| 1970                               | René Grelin            | Wladimiro Panizza      | Roberto Poggiali         |
| 1971                               | Désiré Letort          | Bernard Labourdette    | Jean-Pierre Paranteau    |
| 1972                               | Frans Verbeeck         | Jean-Claude Genty      | Pierre Rivory            |
| 1973                               | Joop Zoetemelk         | Roger Rosiers          | Luis Ocaña               |
| 1974                               | Gerben Karstens        | Georges Talbourdet     | José Catieau             |
| Draguignan-Seillans                |                        |                        |                          |
| 1975                               | Raymond Delisle        | Miguel María Lasa      | Patrick Perret           |
| Seillans-Draguignan                |                        |                        |                          |
| 1976                               | Frans Verbeeck         | Jan Raas               | André Chalmel            |
| Tour du Haut-Var                   |                        |                        |                          |
| 1977                               | Bernard Thévenet       | Henk Lubberding        | Johan de Muynck          |
| 1978                               | Freddy Maertens        | Joop Zoetemelk         | Jean-Luc Vandenbroucke   |
| 1979                               | Joop Zoetemelk         | Jean Chassang          | Jean-René Bernaudeau     |
| 1980                               | Pascal Simon           | Sean Kelly             | Guy Sibille              |
| 1981                               | Jacques Bossis         | Francis Castaing       | Jean-Luc Vandenbroucke   |
| 1982                               | Sean Kelly             | Francis Castaing       | Paul Sherwen             |
| 1983                               | Joop Zoetemelk         | Stephen Roche          | Kim Andersen             |
| 1984                               | Éric Caritoux          | Robert Millar          | Pascal Simon             |
| 1985                               | Charly Mottet          | Éric Caritoux          | Steve Bauer              |
| 1986                               | Pascal Simon           | Marc Madiot            | Dag-Otto Lauritzen       |
| 1987                               | Rolf Gölz              | Ronan Pensec           | Martin Earley            |
| 1988                               | Luc Roosen             | Sean Kelly             | Etienne De Wilde         |
| 1989                               | Gérard Rué             | Roland Le Clerc        | Luc Roosen               |
| 1990                               | Luc Leblanc            | Claude Criquielion     | Alberto Elli             |
| 1991                               | Éric Caritoux          | Etienne De Wilde       | Wim van Eynde            |
| 1992                               | Gérard Rué             | Fabian Jeker           | Frédéric Moncassin       |
| 1993                               | Thierry Claveyrolat    | Fabian Jeker           | Gérard Guazzini          |
| 1994                               | Laurent Brochard       | Eddy Seigneur          | Ronan Pensec             |
| 1995                               | Marco Lietti           | Luca Scinto            | Giuseppe Guerini         |
| 1996                               | Bruno Boscardin        | Léon van Bon           | Tristan Hoffman          |
| 1997                               | Rodolfo Massi          | Richard Virenque       | Laurent Jalabert         |
| 1998                               | Laurent Jalabert       | Pascal Chanteur        | Emmanuel Magnien         |
| 1999                               | Davide Rebellin        | Beat Zberg             | Christophe Bassons       |
| 2000                               | Daniele Nardello       | Andrei Kivilev         | Davide Rebellin          |
| 2001                               | Daniele Nardello       | Nicolaj Bo Larsen      | Davide Rebellin          |
| 2002                               | Laurent Jalabert       | Alekszandr Vinokurov   | Robbie McEwen            |
| 2003                               | Sylvain Chavanel       | Samuel Sánchez         | Andrei Kivilev           |
| 2004                               | Marc Lotz              | Dmitri Fofonov         | Stijn Devolder           |
| 2005                               | Philippe Gilbert       | Ruggero Marzoli        | Cédric Vasseur           |
| 2006                               | Leonardo Bertagnolli   | Pietro Caucchioli      | Jurgen Van de Walle      |
| 2007                               | Filippo Pozzato        | Simon Gerrans          | Ricardo Serrano González |
| 2008                               | Davide Rebellin        | Rinaldo Nocentini      | Aleksandr Bocharov       |
| 2009                               | Thomas Voeckler        | David Moncoutié        | Jussi Veikkanen          |
| 2010                               | Christophe Le Mével    | Bert De Waele          | Julien El Fares          |
| 2011                               | Thomas Voeckler        | Julien Antomarchi      | Rinaldo Nocentini        |
| 2012                               | Jonathan Tiernan-Locke | Julien El Fares        | Julien Simon             |
| 2013                               | Arthur Vichot          | Lars Boom              | Laurens ten Dam          |
| 2014                               | Carlos Betancur        | Samuel Dumoulin        | Amaël Moinard            |
| 2015                               | Ben Gastauer           | Philippe Gilbert       | Jonathan Hivert          |
| 2016                               | Arthur Vichot          | Jesús Herrada          | Diego Ulissi             |
| 2017                               | Arthur Vichot          | Julien Simon           | Romain Hardy             |
| 2018                               | Jonathan Hivert        | Alexis Vuillermoz      | Rudy Molard              |
| 2019                               | Thibaut Pinot          | Romain Bardet          | Hugh Carthy              |
| Tour des Alpes-Maritimes et du Var |                        |                        |                          |
| 2020                               | Nairo Quintana         | Romain Bardet          | Richie Porte             |
| 2021                               | Gianluca Brambilla     | Michael Woods          | Bauke Mollema            |
| 2022                               | Nairo Quintana         | Tim Wellens            | Guillaume Martin         |
| 2023                               | Kévin Vauquelin        | Aurélien Paret-Peintre | Neilson Powless          |
| Tour des Alpes-Maritimes           |                        |                        |                          |
| 2024                               | Benoît Cosnefroy       | Vincenzo Albanese      | Aurélien Paret-Peintre   |
| 2025                               | Christian Scaroni      | Santiago Buitrago      | Lenny Martinez           |

## Palmarés por países
| País         | Victorias |
| ------------ | --------- |
| Francia      | 29        |
| Italia       | 10        |
| Bélgica      | 5         |
| Países Bajos | 5         |
| Colombia     | 3         |
| Irlanda      | 1         |
| Alemania     | 1         |
| Francia      | 1         |
| Suiza        | 1         |
| Reino Unido  | 1         |
| Luxemburgo   | 1         |